# Brzina
Brzina är ett vattendrag i Tjeckien, ett biflöde till Vltava. Det rinner genom regionen Mellersta Böhmen, i den centrala delen av landet, 50 km söder om huvudstaden Prag. Brzina rinner ut i Vltava vid övre änden av reservoaren Údolní nádrž Slapy.